# Эвагор (сатрап Антигона I Одноглазого)
Эвагор (др.-греч. Εὐαγόρας) либо Эвагр (др.-греч. Εὐαγρος) — македонский сатрап Арии, Дрангианы и Персиды в промежутке между 315 и 311 годами до н. э. на службе у Антигона. Погиб во время сражения у реки Тигр осенью 311 года до н. э. против Селевка.

## Биография
Согласно предположению В. Хеккеля, по происхождению Эвагор был киприотом.
После пленения и казни Антигоном I Одноглазым Эвмена Кардийского в результате предательства аргираспидов во время битвы при Габиене в 315 году до н. э. Верхние сатрапии перешли под контроль победителя. Назначенный Антигоном властителем Арии и Дрангианы Эвит вскоре умер, и тогда на его место был поставлен Эвагор, очевидно, как отметил американский антиковед Р. Биллоуз, пользовавшийся большим доверием Антигона Одноглазого. Диодор Сицилийский характеризовал Эвагора как человека большого мужества и проницательности.
После смерти (или низложения) незадолго за 315 годом до н. э. правителя Персиды Асклепиодора, по мнению С. Хорнблоуэра и Р. Биллоуза, именно Эвагор получил и эту сатрапию. В 311 году до н. э. Эвагор со своим войском присоединился к силам стратега Верхних сатрапий Никанора, чтобы не допустить дальнейшего продвижения Селевка вглубь азиатских владений Антигона. Никанор и Эвагр командовали значительно бо́льшим по численности войском. Однако Селевк смог незаметно напасть на плохо охраняемый лагерь Никанора и Эвагора на восточном берегу реки Тигр. В ходе возникшей паники большинство воинов разбежалось, а затем сдалось в плен Селевку. Также бежал и Никанор. Эвагор, в отличие от них, вступил в сражение и погиб в бою вместе с другими «персидскими» военачальниками.
По мнению С. В. Смирнова, сражение у реки Тигр и, соответственно, гибель Эвагора следует датировать концом осени (октябрём или ноябрём), Д. Грейнджер считает, что это событие произошло в сентябре 311 года до н. э. С гибелью Эвагора Персида осталась без сатрапа, чем воспользовался Селевк, заняв эту провинцию.
По замечанию Р. Биллоуза, тождество этого Эвагора с одноимённым упоминаемым Афинеем горбуном и параситом Деметрия Полиоркета, получившим известность уже после 311 года до н. э., маловероятно.
В историографии существует дискуссия о том, тождественны ли Эвагор, являвшийся сатрапом Арии и Дрангианы, и Эвагор — сатрап Персиды. В. Хеккель отмечал, что Диодор Сицилийский назвал сатрапа Арии и Дрангианы Эвагором (др.-греч. Εὐαγόρας), а сатрапа Персиды — Эвагром (др.-греч. Εὐαγρος). Историк считал, что несмотря на схожесть имён это два разные персонажа. Р. Биллоуз, со ссылкой на С. Хорнблоуэра, отмечал одну из особенностей «Исторической библиотеки» Диодора — при упоминании персонажа несколько раз античный историк давал ему краткую оценку личности. При однократном — таковая отсутствовала. «Человек большого мужества и проницательности» Эвагор, по мнению С. Хорнблоуэра и Р. Биллоуза, идентичен сатрапу Персиды Эвагру.